# 豊川手筒まつり

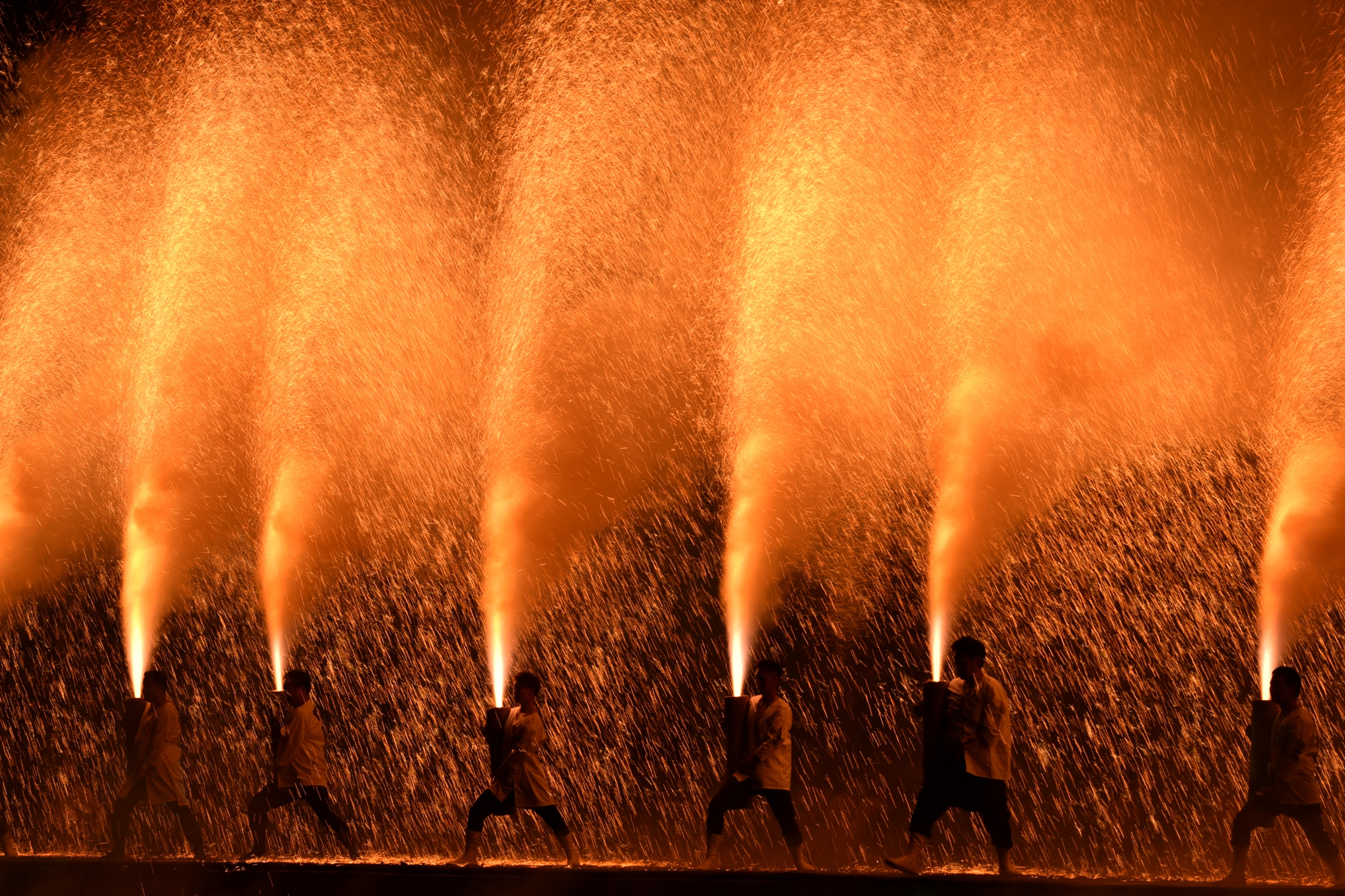
豊川手筒まつりでの手筒花火

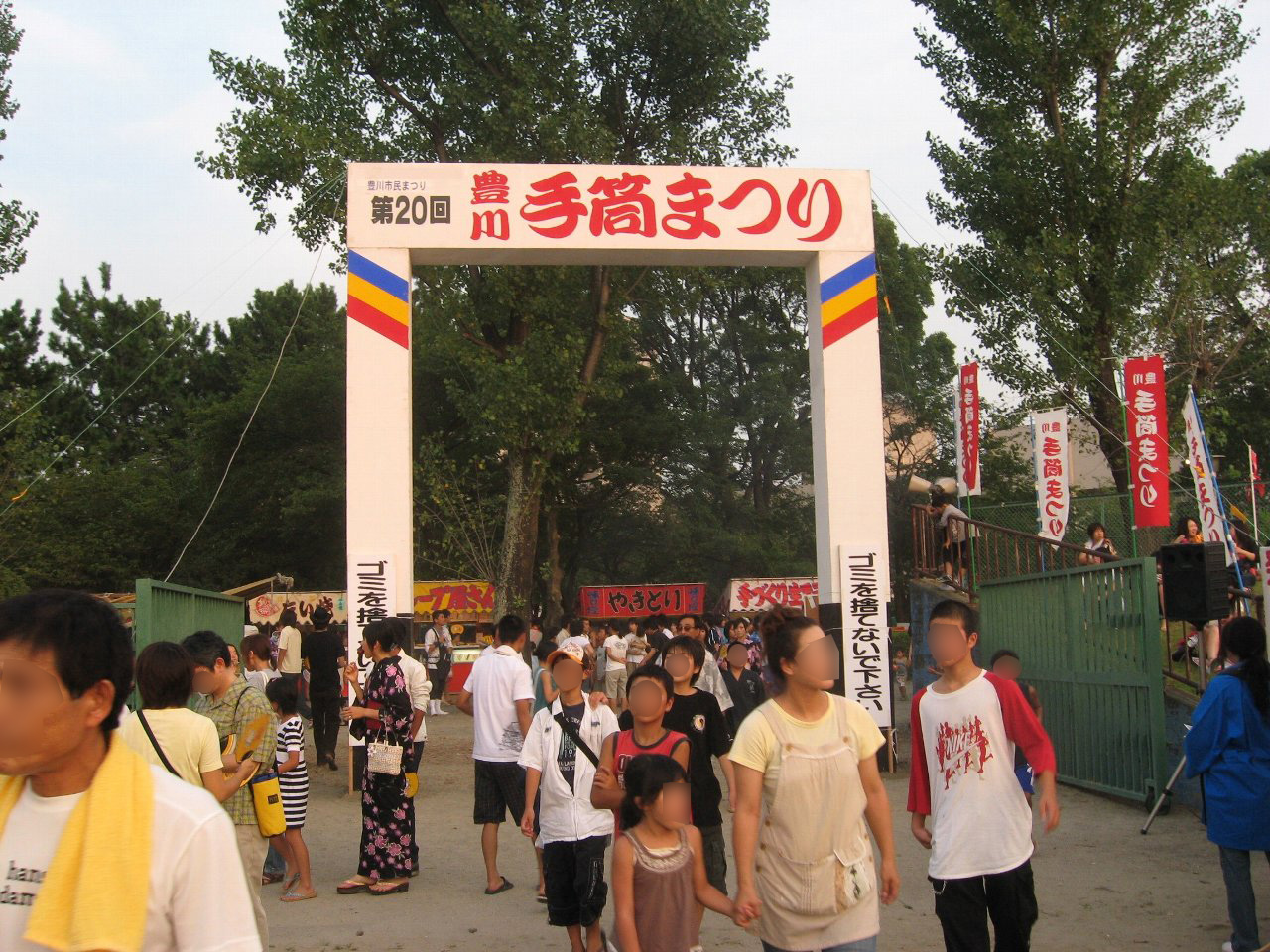
豊川手筒まつりの会場入口（会場内から撮影）

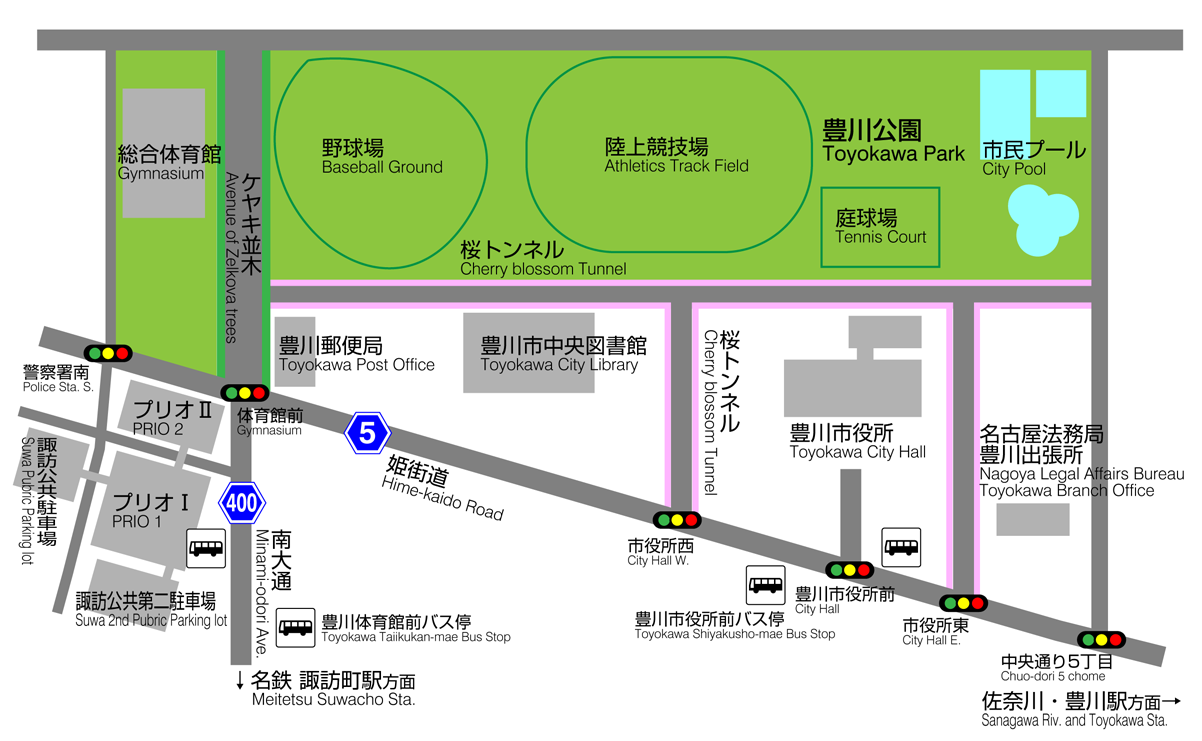
会場周辺図

豊川手筒まつり（とよかわてづつまつり）は、2019年まで愛知県豊川市で毎年8月下旬に行われていた花火大会である。おいでん祭とともに「豊川市民まつり」と位置づけられていた。東三河地方の伝統花火である手筒花火がメインだが、それ以外の普通の打ち上げ花火なども見ることができた。2024年から「豊川手筒まつり」に代わる「豊川市新しい夏の市民まつり」（仮称）が始まる。運営を担う事務局は、豊川商工会議所から豊川市観光協会に変更となる。

## 概要
豊川手筒まつりは1988年（昭和63年）に豊川市制45周年記念事業として始められた。市内各連区の神社で奉納・受け継がれてきた手筒煙火を後世に長く継承させるため1ヶ所に集約し、豊川市中心部にある豊川公園の陸上競技場で開催される。約2時間にわたって数百本の手筒煙火が披露され、観客席からは拍手がわき起こる。約2000発の打ち上げ花火も打ち上げられる。
会場である陸上競技場には市民などが詰めかけ、身動きができないほどになる。来場者数は約8万人で、陸上競技場の周辺には屋台も並ぶ。
手筒花火は陸上競技場に設けられたステージ、打ち上げ花火は陸上競技場の隣にある野球場で打ち上げられ、安全のため野球場周辺は立ち入りが規制される。野球場と総合体育館の間にはケヤキ並木があるが、ここもほとんどの区間が立入禁止となり、一部の区間は歩行者天国となる。
手筒まつりへの入場は無料であるが、人が多いため、座ったり写真を撮ったりすることができないことが多い。そのため、有料で桟敷席とスタンド席に座ることができる。桟敷席は1人分で1,000円～1,500円、スタンド席は1人分で1,500円である。なお、スタンド席での三脚の使用は禁止されている。
また、使用した手筒は陸上競技場のスタンド席入口にて1本1,000円で販売されている。厄除け・家内安全などの御利益があるとされ、玄関に飾られることが多い。
2019年（平成31年）1月28日、豊川商工会議所は豊川市と共同記者会見を開き、豊川手筒まつりを同年を最後に終了すると発表した。豊川手筒まつりは2019年に終了した。

## 開催日時
8月の第4土曜日、豊川市陸上競技場にて（2011年（平成23年）からは豊川市野球場）行われた。
17:00～22:00ごろ（花火の打ち上げは18:45ごろからで、それまでは市民おどりなどが開催されている）に行われた。
雨天の場合は翌日（日曜日）に順延された。
主催は豊川市民まつり協議会、豊川手筒まつり実行委員会であった。

## アクセス

### 鉄道・バス
終バスは早い（20時台）ので、まつりを最後まで見たい場合は電車を利用することになる。
- 名鉄豊川線 諏訪町駅より徒歩で約5分。
- 豊鉄バス：豊川線・新豊線「豊川体育館前」バス停または「豊川市役所前」バス停で下車。

### 車
諏訪公共駐車場（立体）、豊川市役所、免許センター駐車場などが利用できた。
ただし、なるべく公共交通機関を利用するよう呼びかけていた。

## 備考
豊川市内では他に豊川夏まつりや御油夏まつり、国府夏まつりなどで手筒花火を見ることができる。